# Eoplacognathus
Genre
Eoplacognathus est un genre éteint de conodontes. Les différentes espèces ont été trouvées dans des terrains datant de l'Ordovicien, en Argentine, en Chine et en Russie.

## Utilisation en stratigraphie
En géologie, les séquences de roches ne sont pas continues, et peuvent être interrompues par des failles ou des périodes d'érosion. Des fossiles d'espèces ayant vécu pendant un intervalle relativement court peuvent alors être utilisés pour corréler des roches isolées : cette technique est appelée biostratigraphie. A ce propos, le conodonte Eoplacognathus pseudoplanus a vécu dans la période de l'Ordovicien moyen. Si des roches d'âge inconnu présentent des restes d'E. Pseudoplanus, on en déduit qu'elles doivent dater de l'Ordovicien moyen. Un bon fossile stratigraphique doit, pour être utile, être réparti dans plusieurs régions du monde et appartenir à une espèce ayant vécu durant une courte période. La stratigraphie et la biostratigraphie ne peuvent fournir qu'une datation relative (A avant B), ce qui est souvent suffisant pour étudier l'évolution.

## Espèces
Selon Fossilworks (site consulté le 22 janvier 2021), il y a deux espèces:
- † Eoplacognathus pseudoplanus
- † Eoplacognathus suecicus

Selon EOL  (site consulté le 22 janvier 2021), il y a trois espèces:
- † Eoplacognathus lindstroemi (Hamar, 1964)
- † Eoplacognathus pseudoplanus (Viira, 1972)
- † Eoplacognathus suecicus Bergström, 1971